# Le Colosse aux pieds d'argile
Pour plus de détails, voir Fiche technique et Distribution.
Le Colosse aux pieds d'argile est un téléfilm français réalisé en 2022 par Stéphanie Murat sur un scénario d'Aude Marcle et diffusé pour la première fois en France le 4 mai 2023 sur TF1.
Cette fiction, librement adaptée du livre de Sébastien Boueilh et Thierry Vildary « Le colosse aux pieds d'argile » paru aux éditions Michel Lafon en 2020, est une coproduction de Make It Happen Studio, Shoot Again Productions, Tangaro et TF1,,, réalisée avec la participation de la Radio télévision suisse (RTS), de RTL TVI et du CNC, ainsi que le soutien du département français des Landes.
Le téléfilm a reçu le Grand prix de la fiction unitaire au Festival TV de Luchon 2023,,,. Olivier Chantreau y a par ailleurs décroché le prix de la meilleure interprétation masculine.
Il a par ailleurs reçu la Nymphe d'or du meilleur film de fiction au Festival de télévision de Monte-Carlo 2023, ainsi que le prix spécial du jury dans la catégorie du film de fiction.
Le 30 novembre 2023, Le Colosse aux pieds d'argile a reçu le prix du meilleur téléfilm aux C21 International Drama Awards 2023.

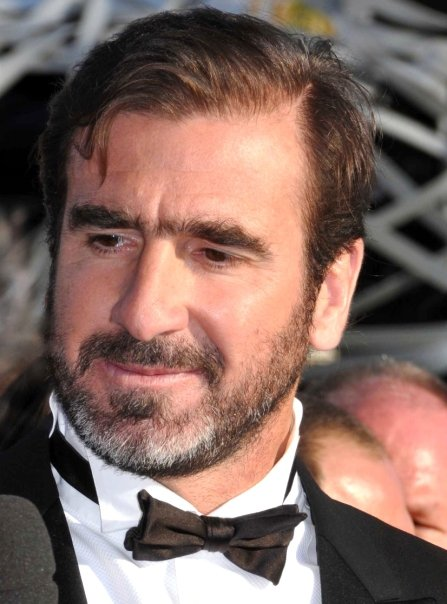
Éric Cantona.

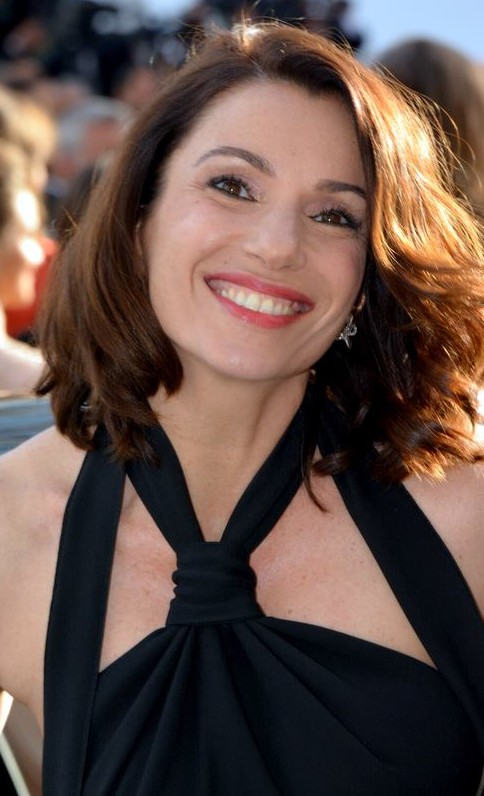
Aure Atika.

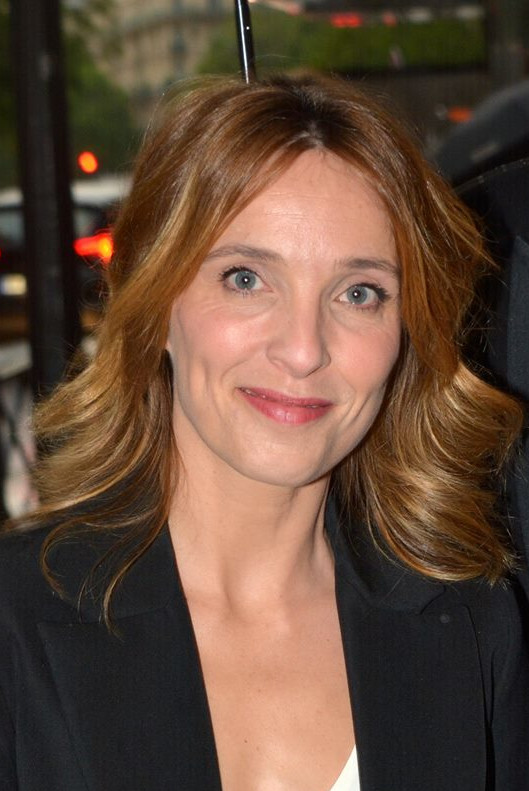
Alix Poisson.

## Synopsis
Sébastien, ancien rugbyman, confronte l'homme qui l'a agressé sexuellement lorsqu'il était enfant.

## Fiche technique
- Titre français : Le Colosse aux pieds d'argile
- Titre anglais : The Fragile Colossus[7]
- Réalisation : Stéphanie Murat[1],[2],[3]
- Scénario : Aude Marcle[1],[2],[3]
- Musique : Marco Prince[1],[2],[3]
- Décors : Daniel Schietse
- Costumes : Marie Credou
- Photographie : Malik Brahimi[1],[2],[3]
- Son : Mathieu Cabooter[1],[2],[3]
- Montage : Sabine Emiliani[1],[2],[3]
- Production : Sydney Gallonde et Saga Blanchard[1],[2],[3]
- Productrices artistiques : Péri Avunc[3] et Stéphanie Murat
- Sociétés de production : Make It Happen Studio, Shoot Again Productions, Tangaro et TF1[1],[2],[3]
- Pays de production :  France
- Langue originale : français
- Format : couleur
- Genre : Drame
- Durée : 90 minutes[8]
- Dates de première diffusion :
  - France : 4 mai 2023 sur TF1[9],[10]

## Distribution

### Présent
- Éric Cantona : Sébastien
- Aure Atika : Farah
- Françoise Fabian : Josy, la mère de Sébastien
- André Marcon : Bernard, le père de Sébastien
- Philippe Paimblanc : Dilou
- Lyes Salem : Tristan
- Ferdinand Redouloux : César
- Julie Moulier : Maître Olivia Sage

### Passé (1991)
- Timi-Joy Marbot : Sébastien
- Tara Lugassy : Farah
- Olivier Chantreau : Dilou, l'abuseur
- Mihane Idiri : Tristan, l'autre victime de l'abuseur
- Alix Poisson : Josy, la mère de Sébastien
- Éric Caravaca : Bernard, le père de Sébastien
- Claire Nadeau : Mamie Crapette en 1991
- Lallie Lou Dessalle : Émilie

## Production

### Genèse et développement
Cette fiction est une adaptation libre du livre de Sébastien Boueilh et Thierry Vildary « Le colosse aux pieds d'argile » paru aux éditions Michel Lafon en 2020, : elle s'inspire de l'histoire vraie du rugbyman Sébastien Boueilh, violé de 12 à 16 ans par un proche de la famille,.
Le scénario est de la main d'Aude Marcle, et la réalisation est assurée par Stéphanie Murat,.
La production est assurée par Sydney Gallonde et Saga Blanchard pour Make It Happen Studio / Shoot Again Productions,.

### Attribution des rôles
En novembre 2021, le quotidien Le Parisien annonce que l'ancien footballeur Éric Cantona jouera le rôle de l'ancien rugbyman Sébastien Boueilh, violé pendant 4 ans par un proche de sa famille.
Cantona avait auparavant déjà croisé dans la série Le Voyageur la réalisatrice Stéphanie Murat, qui est également actrice.
En avril 2023, Éric Cantona explique que la télévision a la responsabilité de faire avancer les choses et de prévenir : « Ce genre d'histoires arrive dans le sport, mais pas seulement. Les violences sexuelles touchent malheureusement beaucoup de milieux ».

Il souligne que les prédateurs sont très forts pour inverser les rôles et faire culpabiliser leurs proies : 

« Il est important de se remettre dans le contexte de l'époque. L'homosexualité n'était pas perçue et reçue de la même façon qu'aujourd'hui. Dans les villages, il était plus difficile d'aborder le sujet. Certains choisissent de garder le silence toute leur existence. Je pense qu'il est primordial de se libérer d'un si terrible fardeau à un moment donné est primordial pour pouvoir continuer à vivre à peu près normalement. A la fin du film, je répète le mot «Parlez !» à plusieurs reprises. Il faut parfois insister sur certains mots, quitte à les répéter indéfiniment jusqu'à ce qu'ils fassent écho. Le silence est le meilleur allié des prédateurs, ne l'oublions pas. »

Cantona estime que ce genre de fiction aide à libérer la parole : 

« Parler, expliquer pour libérer la parole de ceux qui n'osent pas s'exprimer est important. Savoir que l'on n'est pas seul au monde à subir les mêmes souffrances indélébiles est primordial. J'essaie d'interpréter des personnages qui peuvent faire avancer la société,. »

### Tournage
Le tournage se déroule en octobre 2021 dans le département français des Landes en région Nouvelle-Aquitaine,,,.
Des scènes sont tournées à Dax, entre autres dans les arènes de Dax et dans le stade de rugby Maurice-Boyau.
Questionné par TF1 à propos de ses souvenirs de tournage, Éric Cantona répond : « J'en garde un souvenir très fort car tourner un film comme celui-là est très éprouvant. En même temps, on fait des rencontres magnifiques, comme celles de Sébastien et de ses proches. On vit des moments très intenses, on se sent investi d'une mission ».
Quant à sa préparation, il précise : « Je me suis d'abord mis en condition physique. J'ai pris un peu de poids. J'ai pratiqué encore plus de sport car la stature d'un footballeur n'est pas celle d'un rugbyman. Ensuite, j'ai opéré un travail de préparation intérieure, psychologique, pour comprendre au mieux ceux qui ont pu subir ces sévices ».

## Accueil

### Distinctions
- Festival TV de Luchon 2023 : 
  - Grand prix de la fiction unitaire[4],[8],[5],[1],[2]
  - prix de la meilleure interprétation masculine pour Olivier Chantreau[4],[8],[15]
- Festival de télévision de Monte-Carlo 2023 : 
  - Nymphe d'or du meilleur film de fiction[6]
  - Prix spécial du jury dans la catégorie du film de fiction[6]
- C21 International Drama Awards 2023 :
  - Prix du meilleur téléfilm[7]
- Seoul International Drama Awards 2023[16] :
  - Grand prix
  - Meilleure scénariste : Aude Marcle
  - Meilleure réalisatrice : Stéphanie Murat
- Prix Média Enfance Majuscule 2024, catégorie Fiction

### Diffusions et audience
En France, le téléfilm, diffusé en deux parties le 4 mai 2023 sur TF1, est regardé par 4,34 et 4,07 millions de téléspectateurs, soit respectivement 22,3 et 25,1% de part de marché, ce qui permet à la chaîne de se classer en tête des audiences.

### Accueil critique
Le magazine Télé 7 jours estime que « Éric Cantona incarne avec justesse et retenue Sébastien Boueilh, dans cette fiction (…) Difficile de rester insensible face à son histoire et son combat ».
De son côté, l'hebdomadaire Télécâble Sat Hebdo donne 3 étoiles au téléfilm : « Éric Cantona fissure l'armure comme jamais. Fragile et impressionnant, il s'impose en l'espace de 2 scènes comme une évidence dans une fiction coup de poing nécessaire ».
Le Figaro, quant à lui, donne 3/4 au téléfilm « à la fois puissant et bouleversant ».
Quant à Benjamin Rabier, du site Pure Médias, il prévient : « Attention, fiction coup de poing ».